# علي الثاني البرنوي
الحاج علي علي بن عمر البرنوي الثاني كان حاكمًا لإمبراطورية برنو، في ما يُعرف الآن بدول تشاد ونيجيريا والنيجر الأفريقية، من عام 1639 إلى حوالي عام 1680. خلف علي والده عمر في عام 1639 وكان حكمه طويلًا نسبيًا. خلال السنوات الأولى من حكمه، تعرضت الإمبراطورية للتهديد من جيرانها، الطوارق في الشمال والكوارارافا [الإنجليزية] في الجنوب. كان علي قادرًا على صد القوتين وهزمهما في النهاية في عام 1668. وبعد انتصاره، نجح في تعزيز مملكته، والسيطرة على طرق التجارة الحيوية عبر الصحراء الكبرى، وإعادة إحياء التعاليم الإسلامية في الإمبراطورية. اشتهر بتقواه، حيث بنى أربعة مساجد، وأدى ثلاث رحلات حج إلى مكة المكرمة.